# Haplophaedia lugens
El calzadito canoso (Haplophaedia lugens), también denominado colibrí pantalón gris, zamarrito canoso (en Ecuador) o calzoncitos del Pacífico (en Colombia), es una especie de ave apodiforme de la familia Trochilidae (los colibríes) perteneciente al género Haplophaedia. Es nativo de una reducida región del noroeste de América del Sur.

## Distribución y hábitat
Se distribuye por la pendiente del Pacífico del suroeste de Colombia (desde Nariño) hacia el sur hasta el noroeste de Ecuador (al sur hasta Pichincha).
Su hábitat natural son los bosques nubosos pre-montanos muy húmedos, los bordes del bosque en estribaciones montañosas y también los matorrales. Típicamente es encontrado en la vegetación densa, baja, en pequeños claros o a lo largo de picos en bosques primarios, frecuentemente en las cercanías de pequeños cursos de agua; en crecimientos secundarios, principalmente en baja altura en arbustos y matorrales. En zonas tropicales y subtropicales altas. En altitudes entre 1200 y 2000 m, regionalmente llega hasta los 2500 m en Colombia; en Ecuador entre 1525 y 2100 m. Generalmente es encontrado en altitudes más bajas que Haplophaedia aureliae.

## Estado de conservación
El calzadito canoso ha sido calificado como casi amenazado por la Unión Internacional para la Conservación de la Naturaleza (IUCN) debido a que su población, todavía no cuantificada, se encuentra confinada en una reducida zona de distribución, donde los bosques son lentamente perdidos y degradados. 

## Sistemática

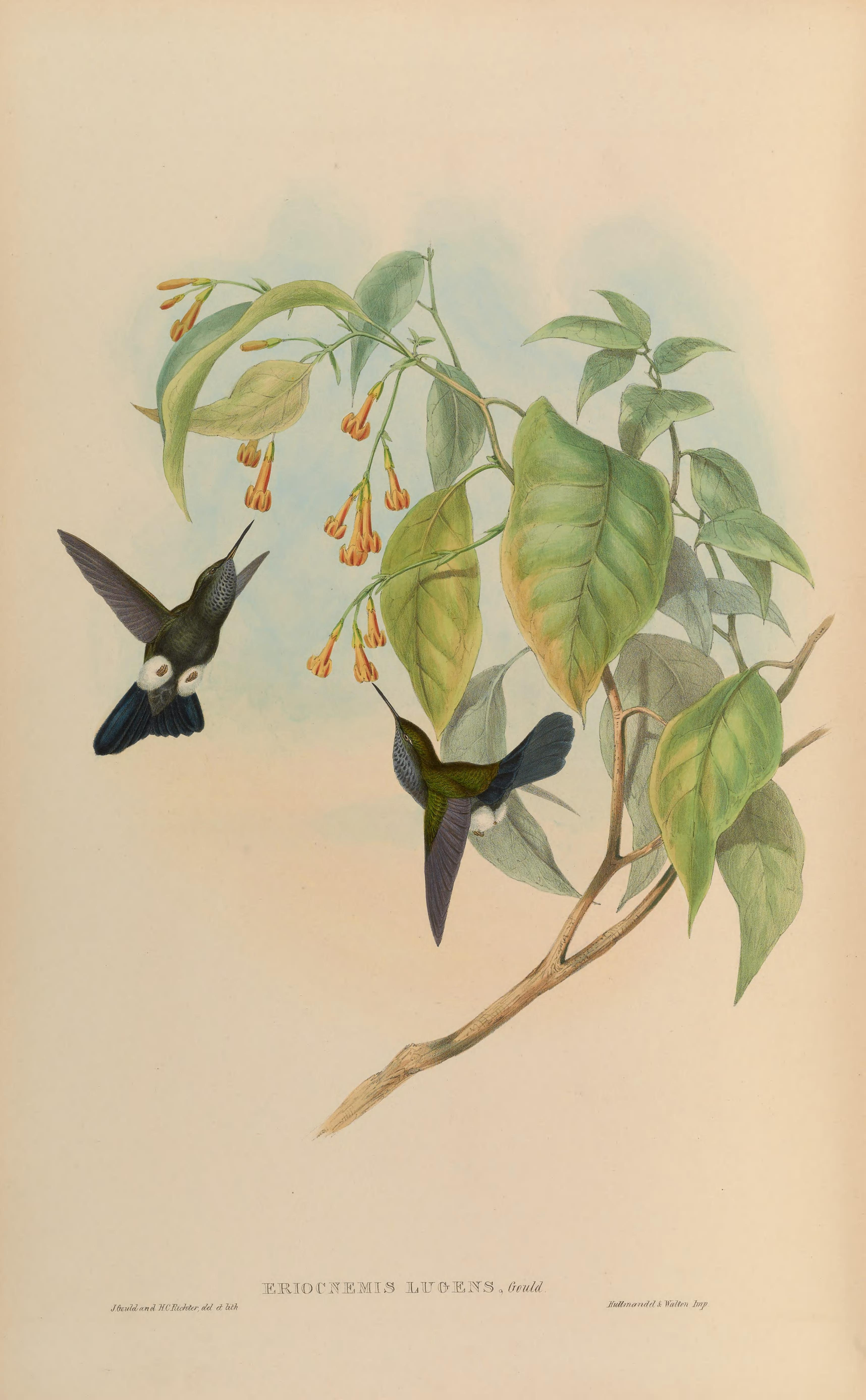
Eriocnemis lugens, sinónimo de Haplophaedia lugens, ilustración de Gould y Richter en A monograph of the Trochilidae, or family of humming-birds 4, 1861.

### Descripción original
La especie H. lugens fue descrita por primera vez por el ornitólogo británico John Gould en 1852 bajo el nombre científico Eriopus lugens; su localidad tipo es: «Quito, Ecuador».

### Etimología
El nombre genérico femenino «Haplophaedia» es una combinación de las palabras del griego «haploos» que significa ‘liso’, y «phaidros» que significa ‘brillante’; y el nombre de la especie «lugens» en latín significa ‘de luto’.

### Taxonomía
Es monotípico.